# Pukasivți, Halîci
Pukasivți (în ucraineană Пукасівці) este un sat în comuna Bliudnîkî din raionul Halîci, regiunea Ivano-Frankivsk, Ucraina.

## Demografie
Componența lingvistică a localității Pukasivți
     Ucraineană (99,52%)
     Alte limbi (0,48%)
Conform recensământului din 2001, majoritatea populației localității Pukasivți era vorbitoare de ucraineană (99,52%), existând în minoritate și vorbitori de alte limbi.